# Nemania
Nemania es un género de hongos en la familia Xylariaceae. Este género con una distribución amplia contiene 44 especies. La forma anamorfa de las especies de Nemania ha sido ubicada históricamente en el género Geniculosporium.

## Especies
- N. abortiva
- N. aenea
- N. albocincta
- N. angusta
- N. atropurpurea
- N. beaumontii
- N. bipapillata
- N. carbonacea
- N. caries
- N. chestersii
- N. chrysoconia
- N. circostoma
- N. confluens
- N. costaricensis
- N. creoleuca
- N. diffusa
- N. effusa
- N. flavitextura
- N. gwyneddii
- N. illita
- N. immersidiscus
- N. kauaiensis
- N. kellermanii
- N. latissima
- N. macrocarpa
- N. maculosa
- N. maritima
- N. memorabilis
- N. minutula
- N. nummularioides
- N. plumbea
- N. pouzarii
- N. primolutea
- N. pseudoillita
- N. quadrata
- N. ravenelii
- N. saladerana
- N. serpens
- N. sphaeriostoma
- N. subaenea
- N. venezuelen